# Animorphs
Animorphs är en science fiction-bokserie för ungdomar, skriven av K. A. Applegate och ursprungligen publicerad av Scholastic. Serien består av 54 böcker samt 8 extraböcker - Megamorphs- och Animorphs Chronicles-böckerna - som har plats i handlingen. I Sverige har 16 stycken böcker i den ordinarie serien samt två Megamorphsböcker getts ut av B. Wahlströms bokförlag som en serie i B. Wahlströms ungdomsböcker.
Berättelsen är berättad i förstapersonsperspektiv med olika berättare för varje bok. Författaren K. A. Appelgate växlar mellan de sex huvudpersonerna i de olika böckerna och läsarna får på så vis följa hur varje person reagerar då de ställs inför svåra beslut, hur de växer upp och hur de olika personerna tänker om olika saker.
Animorphs handlar om fem ungdomar och en ung utomjordings kamp mot en hemlig utomjordisk invasion som hotar Jorden. Invasionen består dock inte av enorma rymdskepp och öppet krig, utan av en långsam infiltration av utomjordiska parasiter. Parasiterna, som kallas idoiter (översatt från deras engelska namn Yeerks), kan nämligen ta sig in i en människas hjärna och helt ta över denna persons fria vilja. Ungdomarnas enda vapen mot dessa parasiter är en förmåga som de fick från en döende utomjordisk prins, en hamnskiftareförmåga att förvandla sig till vilken annan levande varelse som helst.
Böckerna har gett upphov till en tv-serie och ett Game Boy Color-spel.

## Handling
Fem helt normala ungdomar är på väg hem från köpcentret, då de gör ett ödesdigert val, som för evigt kommer att förändra deras liv - de bestämmer sig för att ta en genväg över den övergivna byggarbetsplatsen. Knappt har de hunnit in där, förrän ett utomjordiskt rymdskepp störtar alldeles intill dem. Ur rymdskeppet kommer en svårt skadad – men fullt verklig – utomjording. Utomjordingen berättar att hans rymdskepp blev nedskjutet, då han och flera av hans folk försökte försvara Jorden mot idoiterna, en utomjordisk art som vill erövra Jorden och förslava dess befolkning. Utomjordingen, som själv är en andalit, berättar att hans folk försökte hjälpa Jorden, men de misslyckades och att det sista motståndet dör med honom, om inte ungdomarna är villiga att överta hans börda.
Andaliten berättar om hur idoiterna, parasiter som tar över folks hjärnor och kontrollerar dem, har börjat infiltrera Jorden och att ingen på Jorden känner till det. Han berättar vidare att idoiterna inte kommer att sluta, förrän alla människor på planeten Jorden blivit slavar. Därför måste just de, fem ungdomar mot ett imperium av parasiter, kämpa för att försvara Jorden till dess att de andra andaliterna kommer med hjälp. Andaliten ger dem dock ett vapen, förmågan att kunna förvandla sig till vilket djur som helst. Förmågan att morfa.
Så förändras livet för Jake, Marco, Rachel, Cassie och Tobias och de påbörjar kampen för att befria människorna från idoiterna. De vet aldrig vilka som är kontrollerade av idoiterna, det kan vara vem som helst: rektorn på skolan, chauffören i bussen eller till och med de egna syskonen. Från att vara helt normala ungdomar, vars största bekymmer var betygen i skolan, blir de plötsligt animala morfare, animorfer, med mänsklighetens framtid på sina axlar. Deras grupp utökas så småningom med en andalitisk yngling vid namn Aximili-Esgarrouth-Isthill, som också har förmågan att morfa. De får också en fiende som inget hellre vill än att förgöra dem, nämligen den fruktade Visser Tre.

## Huvudpersoner

### Jake
Jake Berenson, känd fram till näst sista boken som enbart Jake, är Animorfernas inofficiella ledare, något som Marco dömde honom till. Från början vill han inte ha rollen som ledare, men efter att han fått reda på att hans bror Tom, som han alltid sett upp till, är en kontrolit, accepterar han sin roll som Animorfernas ledare. Genom hela serien får man följa hur Jake växer in mer och mer i sin roll som ledare och hur han, trots att han bara är en tonåring, tvingas ta och genomföra till synes omöjliga beslut med oerhörda konsekvenser, både för honom själv och för andra.
De andra animorferna, med undantag för David, accepterar honom som ledare och förväntar sig ofta att han skall ta de svåra beslut som de inte själva vill ta. Aximili-Esgarrouth-Isthill ser honom till och med som sin prins (prins är en rank inom andaliternas militär). Jake är den ende av animorferna som kände alla de fyra ungdomarna innan de fick sitt uppdrag: Rachel är Jakes kusin, Marco är Jakes bästa kompis, Tobias blev räddad från ett par mobbare av Jake och Cassie var Rachels bästa kompis och en tjej som Jake är intresserad av. Jakes och Cassies relation utvecklas genom seriens gång.
Jake var under en kort period en kontrolit efter att en idoit, Temrash 114, lyckats ta sig in i hans huvud. Under denna period fick Jake insikt i hur det verkligen är att vara en kontrolit, hur hans bror Tom har det varje dag. Han får även del av Temrash 114:s tidigare upplevelser, bland annat sådant som rör Tom och Cryak. Ax genomskådar turligt nog idoiten nästan på en gång och de andra animorferna lyckas därmed svälta ut Temrash 114.

#### Jakes familj
Jake bor med sina båda föräldrar, Steven och Jean (vars namn inte nämns i de första 16 böckerna), och sin äldre bror Tom. Tom är en kontrolit och skulle därför inte tveka att tillfångata eller döda Jake om han visste att Jake är en av animorferna, eller andalitbanditerna som idoiterna kallar dem. Jakes mål och hela anledningen till att han tog på sig uppgiften som animorfernas ledare är att rädda sin bror från idoiternas våld.
Rachel är Jakes kusin, andra kusiner är Rachels systrar Sara och Jordan. En annan kusin är Saddler, som i bok 21 råkar ut för en olycka från vilken han inte återhämtar sig. Saddler blir en väg för David att skaffa sig en ny familj genom att morfa till Saddler och göra sig av med den riktiga. Jake och resten av animorferna stoppar dock Davids planer och Saddler förklaras död.
I tv-serien baserad på Animorphs-böckerna spelas Jake av Shawn Ashmore.

### Rachel
Rachel, vars efternamn - som aldrig nämns i serien - kan vara Berenson eftersom hon är kusin till Jake Berenson på sin fars sida (under förutsättning att hennes far är bror till Jakes far och inte till hans mor), är animorfernas krigare och den som inte tvekar inför att kasta sig in i alla möjliga faror (ofta utan att riktigt tänka sig för innan). Detta har lett till att Marco gett henne öknamnet Xena, krigarprinsessan. Hon är den som, till skillnad från de övriga, villigt omfamnat ansvaret att vara en animorf. De andra animorferna undrar ofta hur Rachels liv skulle ha sett ut om hon inte hade haft kriget mot idoiterna.
Genom serien tampas Rachel ofta med sin mörka sida, den sida av henne som dykt upp sedan hon blev en animorf, den sida som är våldsam, vårdslös, ibland hänsynslös och grym. Hon försöker ständigt hitta tillbaka till sitt gamla jag, till gymnasttjejen som inte hade en tanke på att döda någon, men lyckas aldrig. När David förråder dem är det Rachel som Jake sänder efter, då han vet vad som måste göras med David. Detta är bara en av många saker som ständigt grämer Rachel, att hon är den som man kallar på då man behöver utföra något grymt.
Rachel är Cassies bästa vän och är till skillnad från Cassie väldigt modemedveten och beskrivs ofta som en person som kan traska genom en storm och ändå ha alla hårstrån liggande rätt efteråt. Hon beskrivs som mycket vacker, och hon är väldigt atletisk då hon höll på med gymnastik innan hon blev en animorf. Sedan dess håller hon hellre på med att slå ner Hork-Bajirer.
Rachel och Tobias har en relation som utvecklas medan Tobias är fast i sin vråkmorf. Liksom Rachel är Tobias den som aldrig ger upp, även om han inte är lika vårdslös som hon. Deras relation är dock väldigt komplicerad innan Tobias återfår sin förmåga att morfa, och även efter det, på grund av att Tobias är fångad i en vråks kropp.

#### Rachels familj
Rachels föräldrar är skilda, och hon bor främst med sin mamma och sina två yngre systrar Jordan och Sara. Rachels mamma Naomi jobbar som advokat. Rachels pappa Dan jobbar på en tv-kanal som väderuppläsare. Rachel är judisk från sin fars sida. Hon är kusin till Jake och Jakes bror Tom, men också till Saddler, som David använder för att försöka återvinna en familj.

### Tobias
Tobias efternamn nämns aldrig i serien. I tv-serien baserad på Animorphs-böckerna spelas Tobias av Christopher Ralph.

### Cassie
Cassies efternamn är aldrig omnämnt i serien. I tv-serien baserad på Animorphs-böckerna spelas Cassie av Nadia-Leigh Nascimento. Hon är kär i Jack

### Marco
Marco, vars efternamn man aldrig får reda på, beskrivs ofta som gruppens clown, den som alltid drar en massa skämt, men han är också den av animorferna som är mest snabbtänkt och analytisk. Han anser sig själv vara väldigt söt och förstår inte varför det inte är någon som håller med honom. Han har varit Jakes bästa kompis ända sedan de var små, men är inte alltid på Jakes sida när det gäller att ta beslut. Marco kan verka rätt kall och hänsynslös ibland, eftersom han främst tänker på den stora helheten istället för de små enskilda händelserna, ett tankesätt som ofta gör att han och Cassie hamnar i konflikter.
I början är Marco den som är minst villig att strida för människornas sak, och de andra tar detta för egoism. Men sanningen är den att Marco oroar sig för sin pappa och tror inte att hans pappa skulle klara sig ifall Marco dog, speciellt inte eftersom det bara gått två år sedan Marcos mamma dött. Det är i alla fall vad alla tror, men Marcos mamma är inte död, och i bok nr. 5 Chocken får man reda på att Marcos mamma egentligen är Visser Ett, den högst uppsatta av idoiterna. Efter att ha fått reda på denna grymma sanningen svär han på att inte sluta slåss förrän hans mamma är fri från idoiterna, på samma vis som Jake svär på att befria sin bror.
Han och Rachel har en väldigt speciell relation. I en alternativ version där animorferna aldrig gick genom byggarbetsplatsen och aldrig blev animorfer (Megamorphs nr. 4 Cryaks frestelse) har han en träff med Rachel, som dock slutar med att de nästan blir dödade. I verkligheten har de aldrig någon träff, istället består deras relation främst av att driva med varandra. Marco brukar kalla Rachel för "Xena, krigarprinsessan". 

#### Marcos familj
Marcos familj är latinamerikansk och han är enda barnet. Marcos pappa Peter jobbar som datatekniker. I bok nr. 8 undgår han precis idoiternas uppmärksamhet sedan Ax av misstag råkat skapa ett superavancerat program på Peters dator.
Marcos mamma, Eva drunknade två år innan seriens början, åtminstone är det vad alla tror, till dess att Marco och de andra animorferna upptäcker att hon lever och egentligen är värd åt Visser Ett. Det var hon som inledde invasionen av Jorden, för vilket hon blev befordrad till Visser Ett. Drunkningsolyckan var iscensatt för att underlätta hennes försvinnande från Jorden. Fram till bok nr. 16 har hon bara besökt Jorden två gånger. Första gången, i bok nr.5, för att se till att Visser Tre tagit hand om "andalitbanditerna" och sedan i bok nr. 15, för att förbereda en invasion av planeten Leera.
I tv-serien baserad på Animorphs-böckerna spelas Marco av Boris Cabrera. 

### Aximili-Esgarrouth-Isthill
Aximili-Esgarroth-Isthill, av animorferna kallad Ax, andalit och bror till Prins Elfangor-Sirinal-Shamtul, andaliten som har gett animorferna deras krafter. 
Ax har fått följa med sin bror på en resa men när idoiterna anfaller resenärerna tycker alla att Aximili är för ung för att vara med och slåss. De gömmer honom därför i den delen av andaliternas skepp som kallas domen. Idoiterna får övertaget i striden och domen lossas därför från moderskeppet för att det ska kunna manövrera lättare. När domen kraschar i ett av Jordens hav lossnar några delar av domen och flyter upp på land. Idoiterna känner igen delarna som en andalitisk skapelse och skickar därför ut en båt för att leta reda på skeppet som de förstått har kraschat. Animorpherna får reda på deras plan och morfar till delfiner för att hinna dit före idoiterna. De lyckas, och Ax följer med dem till fastlandet där han sedan gömmer sig i skogen nära Cassies hus.
Det avslöjas senare att han är släkt med Tobias, för att Tobias far var Axs bror Elfangor som kom till Jorden för att undkomma kriget och blev en ingel1t i människoskepnad (Elfangor blev senare återställd till andalit av den nästan allsmäktiga Eliministern).

### Visser Tre
Visser Tre är animorfernas huvudsakliga fiende genom hela serien. Han föddes som Esplin 9466, den förste idoiten i ett tvillingpar och därmed den som var ödesbestämd att bli framgångsrik. Han steg snabbt inom den idoitiska hierarkin och vid seriens början innehade han titeln Visser Tre och var ledare över idoiternas invasionsstyrkor på Jorden. Han fick av Visser Ett uppdraget att infiltrera Jorden, något som han ogillar eftersom han hellre skulle använt våld för att erövra Jorden. Han hatar animorferna för att de ständigt förstör hans planer.
Visser Tre beskrivs som så ondskefull att det går att känna genom att bara se på honom. Han är grym mot sina fiender likväl som mot sina tjänare, och det är ofta de som tjänar under honom som får betala priset ifall hans planer misslyckas. Ofta sköter han om saker och ting personligen. Han är våldsam och oberäknelig, samtidigt som han är smart och kall. Han är ofta oresonlig och skyr inga medel för att nå sina mål och få som han vill. Hans högsta önskan är att göra sig av med "andalitbanditerna" och bli utnämnd till Visser Ett, eller till medlem av De tretton.
Visser Tre är den enda idoiten i hela universum som lyckats ta över en andalitisk kropp. Andaliten som är hans värd heter Alloran-Samitur-Korrass. Eftersom han har en andalits kropp är han extremt farlig då han har förmågan att morfa. Han har färdats genom hela universum och samlat på sig morfer från alla de mest skrämmande varelser som står att finna, varelser som han använder för att förgöra animorferna.
I tv-serien baserad på Animorphs-böckerna spelas Visser Tre av Eguene Lipinski. 

## Övriga personer
- Visser Ett
- Elfangor-Sirinial-Shamtul
- David
- Cryak
- Erek King
- Eliministern
- Drod
- Toby Hamee
- Marco Luktar Annorlunda

## Utomjordiska arter
- Andaliter
- Idoiter
- Kontroliter
- Hork-bajirer är en utomjordisk art där individerna beskrivs vara över två meter höga dinosaurieliknande varelser med hornförsedda ormhuvuden och korta vassa svansar. De har knivblad på armbågar, knän och handleder. Trots sitt mordiska yttre är de fredliga varelser som endast använder knivbladen till att skära loss blad och kvistar från träd när de äter. I stort sett alla hork-bajirer är kontroliter. I bok nr. 13, Valet, lyckas två hork-bajirer med nöd och näppe rymma från idoiterna.
- Taxxoner är en utomjordisk art där individerna ser ut som cirka två meter höga tusenfotingar med tre röda, geléaktiga ögon. De har en stor rund mun med flera rader av sylvassa tänder, munnen sitter mitt i pannan på dem. Taxxonerna är allierade med idoiterna och har själva valt att bli kontroliter.
- Leerans
- Chier

## Skepnader
Jakes skepnader (t.o.m bok 16)
- Golden retriver (Jakes hund Homeros)
- Grön ödla
- Sibirisk tiger (föredragen stridsmorf)
- Pilgrimsfalk (föredragen fågelmorf)
- Loppa
- Varg (alfahanne)
- Öring
- Delfin
- Fiskmås
- Hummer
- Myra
- Kackerlacka
- Fluga
- Hornuggla
- Termit
- Skunk
- Fladdermus
- Spindelapa (kan inte användas på grund av Sario-revan)
- Jaguar (kan inte användas på grund av Sario-revan)
- Häst (tävlingshäst)
- Papegoja
- Hammarhaj
- Noshörning

Efter bok 16:
- Mullvad
- Mygga
- Leeran (En grodliknande utomjording som ej varit omnämnd tidigare)
- Trollslända
- Människa (Kontrolit utvald på måfå)
- Myrslok
- Säl (Baby)
- Isbjörn
- Dödlig groda
- Jättebläckfisk (Tioarmad)
- Schimpans
- Ål
- Hork-Bajir
- Ekorre
- Nymfparakit
- Späckhuggare
- Bäver
- Anakonda
- Tyrannosaurus rex (Försvann på något sätt under tidsresan i "Megamorphs #2 In the time of dinosaurs")
- Stridshäst

Rachels skepnader (t.o.m bok nr. 16)
- Afrikansk elefant (föredragen stridsmorf fram till bok nr. 7)
- Vithövdad havsörn (föredragen fågelmorf)
- Näbbmus
- Katt (Sotis MacKatt)
- Varg (hona)
- Öring
- Delfin
- Fiskmås
- Myra
- Kackerlacka
- Fluga
- Grizzlybjörn (föredragen stridsmorf)
- Råtta
- Termit
- Skunk
- Hornuggla
- Fladdermus
- Spindelapa (kan inte användas på grund av Sario-revan)
- Jaguar (kan inte användas på grund av Sario-revan)
- Krokodil (kan inte användas på grund av allergi)
- Hork-Bajir (Jara Hamee)
- Loppa
- Häst (tävlingshäst)
- Papegoja
- Hammarhaj

Efter bok 16:
- Mullvad
- Mygga
- Myrslok
- Säl (Baby)
- Isbjörn
- Kaskelotval
- Jättebläckfisk (Tioarmad)
- Schimpans
- Ål
- Sjöstjärna
- Ekorre
- Nymfparakit
- Späckhuggare
- Gepard
- Honungsbi
- Kvinnlig stridspilot
- Bäver
- Deinonychus(I "Megamorphs #2 In the time of dinosaurs")

Marcos skepnader (t.o.m bok nr. 16)
- Gorilla (föredragen stridsmorf)
- Fiskgjuse (föredragen fågelmorf)
- Varg (hona)
- Öring
- Delfin
- Fiskmås
- Hummer
- Myra
- Kackerlacka
- Fluga
- Mus
- Termit
- Hornuggla
- Skunk
- Irländsk röd setter
- Vargspindel
- Fladdermus
- Spindelapa (kan inte användas på grund av Sario-revan)
- Jaguar (kan inte användas på grund av Sario-revan)
- Lama
- Häst (tävlingshäst)
- Papegoja
- Hammarhaj

Efter bok 16:
- Mullvad
- Mygga
- Leeran (En grodliknande utomjording som ej varit omnämnd tidigare)
- Kobra (Spawn)
- Loppa
- Myrslok
- Säl (Baby)
- Isbjörn
- Jättebläckfisk (Tioarmad)
- Schimpans
- Ål
- Hork-Bajir
- Ekorre
- Nymfparakit
- Pudel(Euclid)
- Späckhuggare
- Gepard
- Honungsbi
- Bergsget
- Mr. Grant (En medelålders affärsman)
- Hork-Bajir (En annan)
- Bäver
- Tysk schäferhund
- And
- Guvernören
- Mus
- Tyrannosaurus rex (I "Megamorphs #2 In the time of dinosaurs")

Cassies skepnader(t.o.m bok nr.16)
- Häst
- Fiskgjuse
- Varg (Hona)
- Öring
- Ekorre
- Delfin
- Fiskmås
- Myra
- Kackerlacka
- Fluga
- Hornuggla
- Loppa
- Vit råtta
- Termit
- Skunk
- Vargspindel
- Fladdermus
- Spindelapa (kan inte användas på grund av Sario-revan)
- Jaguar (kan inte användas på grund av Sario-revan)
- Människa (Rachel)
- Tävlingshäst (Minneapolis Max)
- Papegoja
- Hammarhaj

Efter bok 16:
- Mullvad
- Mygga
- Leeran (En grodliknande utomjording som ej varit omnämnd tidigare)
- Larv/Fjäril(Larven övergår till fjäril medan Cassie använder skepnaden)
- Myrslok
- Säl(Baby)
- Isbjörn
- Jättebläckfisk (Tioarmad)
- Schimpans
- Ål
- Hork-Bajir
- Nymfparakit
- Späckhuggare
- Gepard
- Huggorm
- Afrikansk buffel
- Honungsbi
- Hork-Bajir (En annan)
- Känguru
- Bäver
- Knölval
- Tyrannosaurus rex (I "Megamorphs #2 In the time of dinosaurs")

Visser Tres skepnader (t.o.m bok nr. 16)
Visser Tre morfar oftast till någon skräckinjagande rymdvarelse, med eller utan namn. Listan nedan innehåller namn (om sådana finns) och en beskrivning av varelsen.
- Taxxon
- Hork-Bajir
- Antarean Bogg - En gigantisk varelse med tentakler och en stor mun. Denna morf använde han för att sluka prins Elfangor.
- Icke namngiven varelse 1 - En enorm varelse med åtta armar, ben och huvuden. Varje huvud sprutade dessutom eld.
- Vanarx - Även känd som idoitdödaren. En lila varelse som liknar en tub med en lång snabel som den använder för att suga ut idoiter ur huvudet på deras värdar.
- Icke namngiven varelse 2 - Åter ett enormt odjur, den här med tre ben, ett litet huvud och ett stenliknande utseende.
- Mardrut - Ett vattenlevande odjur stort som en val med mörkt rött skinn och små fenor. Den rör sig genom att skjuta ut vatten ur tre enorma blåsor på underkroppen, vilket ger ifrån sig ett hotfullt WHUMP-WHUMP-WHUMP-ljud.
- Människa (manlig) - Klena varelser som går på två ben och har två armar, dock med femfingrade händer som är mycket användbara. Människan är den dominerande arten på planeten Jorden, och hur det kommer sig med människans klena fysiska förutsättningar är ett under.
- Lerdethak - En väldig varelse som ser ut att bestå av levande vinrankor som sitter fast på en stor mun droppande av blå saliv.
- Lebtinsk javelinfisk - Liknar en stor ljusgul rocka med två antennögon och en rad med spjut på ryggen som den kan skjuta iväg genom att blåsa upp sig själv.
- Icke namngiven varelse 3 - En stor gul vattenorm.

## Böckerna
På svenska har följande böcker utkommit i Animorphs-serien:
1. Invasionen
2. Besökaren
3. Aktionen
4. Ropet
5. Chocken
6. Kontroliten
7. Eliministern
8. Utomjordingen
9. Högkvarteret
10. Androiden
11. Illusionen
12. Paniken
13. Valet
14. Zonen
15. Hajarna
16. Upptäckten

Resterande 38 böcker i den ordinarie serien har enbart utkommit på engelska.
I Megamorphs-serien har endast nummer 1, Andalitens gåva, och nummer 4, Cryaks frestelse, utgivits på svenska.